# Стружина (Вармінсько-Мазурське воєводство)
Стружина (пол. Strużyna) — село в Польщі, у гміні Моронґ Острудського повіту Вармінсько-Мазурського воєводства.
Населення — 310 осіб (2011).
У 1975-1998 роках село належало до Ольштинського воєводства.

## Демографія
Демографічна структура станом на 31 березня 2011 року:
|          | Загалом | Допрацездатний вік | Працездатний вік | Постпрацездатний вік |
| -------- | ------- | ------------------ | ---------------- | -------------------- |
| Чоловіки | 162     | 40                 | 105              | 17                   |
| Жінки    | 148     | 33                 | 83               | 32                   |
| Разом    | 310     | 73                 | 188              | 49                   |